# Rosario Bourdon
Joseph Charles Rosario Bourdon, född 6 mars 1885 i Longueuil, död 24 april 1961 i New York, var en fransk-kanadensisk orkesterledare och musiker. Under flera decennier var han verksam för skivbolaget Victor och var en av bolagets viktigaste funktionärer.
Båda Bourdons föräldrar var musikaliska och modern lärde honom att spela cello när han var sju år gammal. Senare studerade han cello i Montréal under cellisten Jean-Baptiste Dubois, som hans mor också gifte sig med. Som liten lärde han sig också att spela piano. 1897 antogs han till kungliga konservatoriet i Gent. Efter några år av studier turnerade han i Europa och återvände hem 1899. I början av 1900-talet begav sig Bourdon till USA och spelade med orkestrar i Cincinnati, Philadelphia och Minnesota.
1905 började han som cellist göra skivinspelningar för bolaget Victor och blev studiomusiker där 1909. Snabbt blev han en av bolagets mest anlitade musiker; han gjorde inspelningar med gästande artister och dirigerade flera av bolagets studioorkestrar. Sammanlagt gjorde Bourdon över 4 000 inspelningar för Victor. Bourdon var verksam vid Victor fram till 1931 när han övergick till andra skivbolag och uppträdde i radio. 1927–1938 ledde han NBC:s radioprogram Cities Service Concerts. Vid sidan om detta var Bourdon något av en pionjär inom filmmusik och ansvarade bland annat för musikläggningen till Walt Disneys serie om Musse Pigg.